# フロッグマン

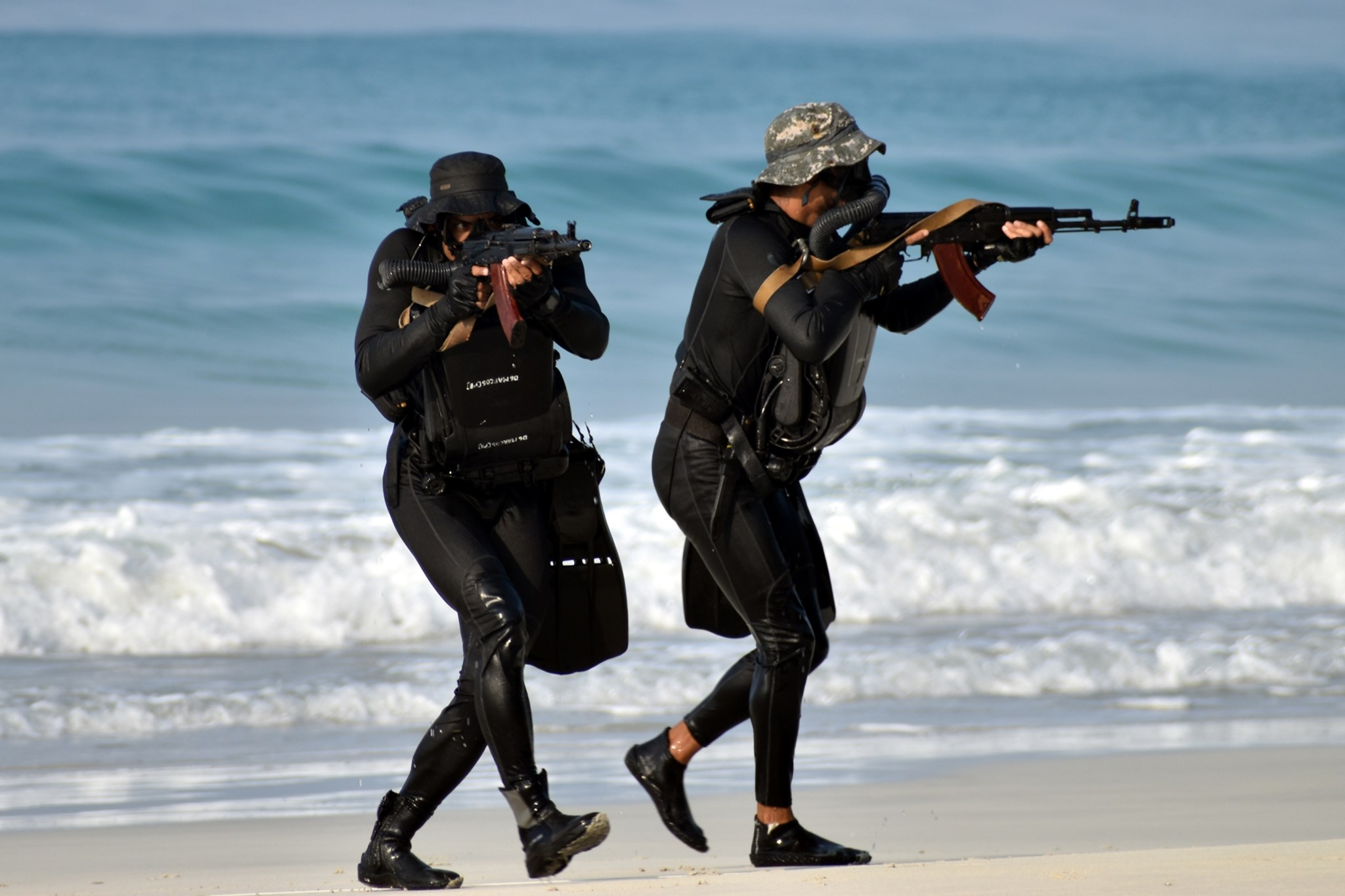
インド海軍のフロッグマン

フロッグマン（Frogman）は、職業としての潜水士または、潜水活動や水面下での水泳術に長けた人物を指す呼称である。以下では、その内、軍事活動を行う水中工作員を中心に記述している。潜水工作員、戦闘潜水員とも。

## 語源
フロッグ（frog）は水陸にまたがって暮らす両生類のカエルを意味する英語である。語源は諸説あり。
- 19世紀後半の芸人ポール・ボーイトン（英語版）が、The Fearless Frogman（怖いもの知らずのカエル男）と呼ばれ、水中スタントマンとして活躍し、ラバースーツを普及させ、アメリカ合衆国人命救助部隊（英語版）の支援活動を行っていたことから呼ばれるようになった説[2]。
- 第二次世界大戦で活躍したNavy SEALsの前身部隊（英語版）において緑のラバースーツを運用していた時に周囲から呼ばれていた愛称が元になったとする説[3]。

## 歴史
水中は陸地や船上から見通しにくいため、潜水により敵地へ潜入して、偵察や暗殺、艦船・橋梁などへの破壊工作を行えば奇襲効果が大きい。近代以前は水泳の達人であっても、水面に上がって息継ぎする必要があった。フロッグマンの活動・戦術・装備が本格的に発展したのは、呼吸用の水中ボンベなどが実用化され、スクーバダイビングが可能になった第一次世界大戦頃からである。
古代
古代ローマ・ギリシャにも、水中工作員の記録が残っている。紀元前4世紀の哲学者・自然科学者アリストテレスは、茎が中空の植物や長骨をシュノーケルとして使っていることを言及している。紀元前425年のスパクテリア島の戦いでは、水泳によって物資を補給した例がある。紀元前415年に、シラクサがアテナイの艦隊が接近するのを防ぐために海底に棒を立てて入れないようにしたが、アテナイ側がノコギリを持った水中工作員を投入し破壊した。紀元前480年のペルシア戦争で嵐で流されないように錨を降ろしていた船のアンカーロープを切り、船を間接的に破壊する工作活動を行ったダイバーとしてΣκυλλίαςがいる。この頃の水中工作兵はUrinatoresと呼ばれている。
1世紀のローマ貴族セクストゥス・ユリウス・フロンティヌスが戦略例を列挙した軍事書『Strategemata』には、ルキウス・リキニウス・ルクッルスが包囲されたキュジコスへ二つの革袋を持たせたメッセンジャーを送った例が掲載され、革袋はカモフラージュと浮袋としても使われたことが書かれている。
15世紀の歴史家アル＝マクリーズィーは、ビザンツ帝国とファーティマ朝イスラム王国との間の戦いで、舵に縄をかけ燃やすなどして舵を破壊したとされる。
20世紀以降

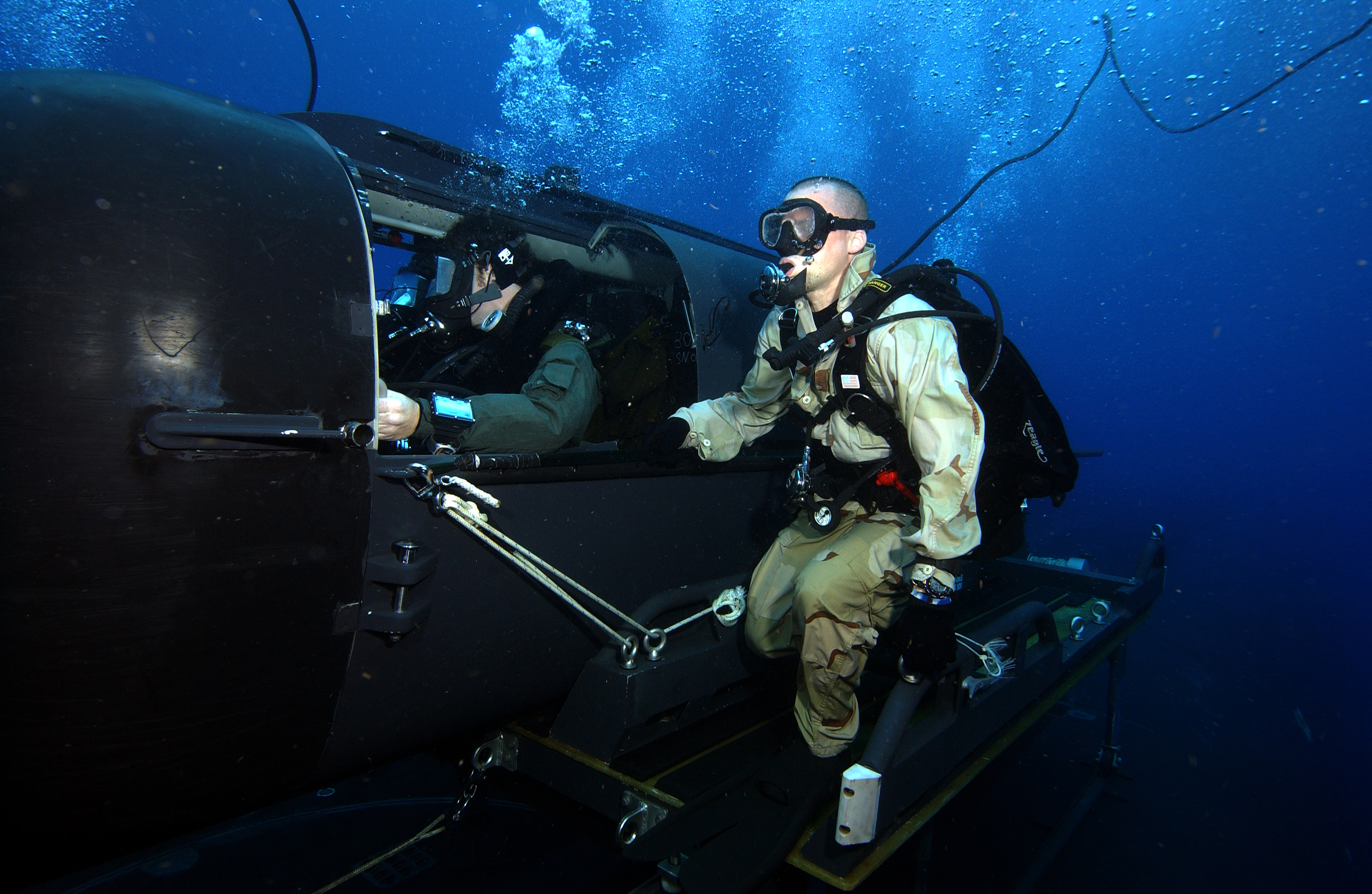
原子力潜水艦フロリダに積まれたSEAL輸送潜水艇での訓練を行うフロッグマン（2007年）

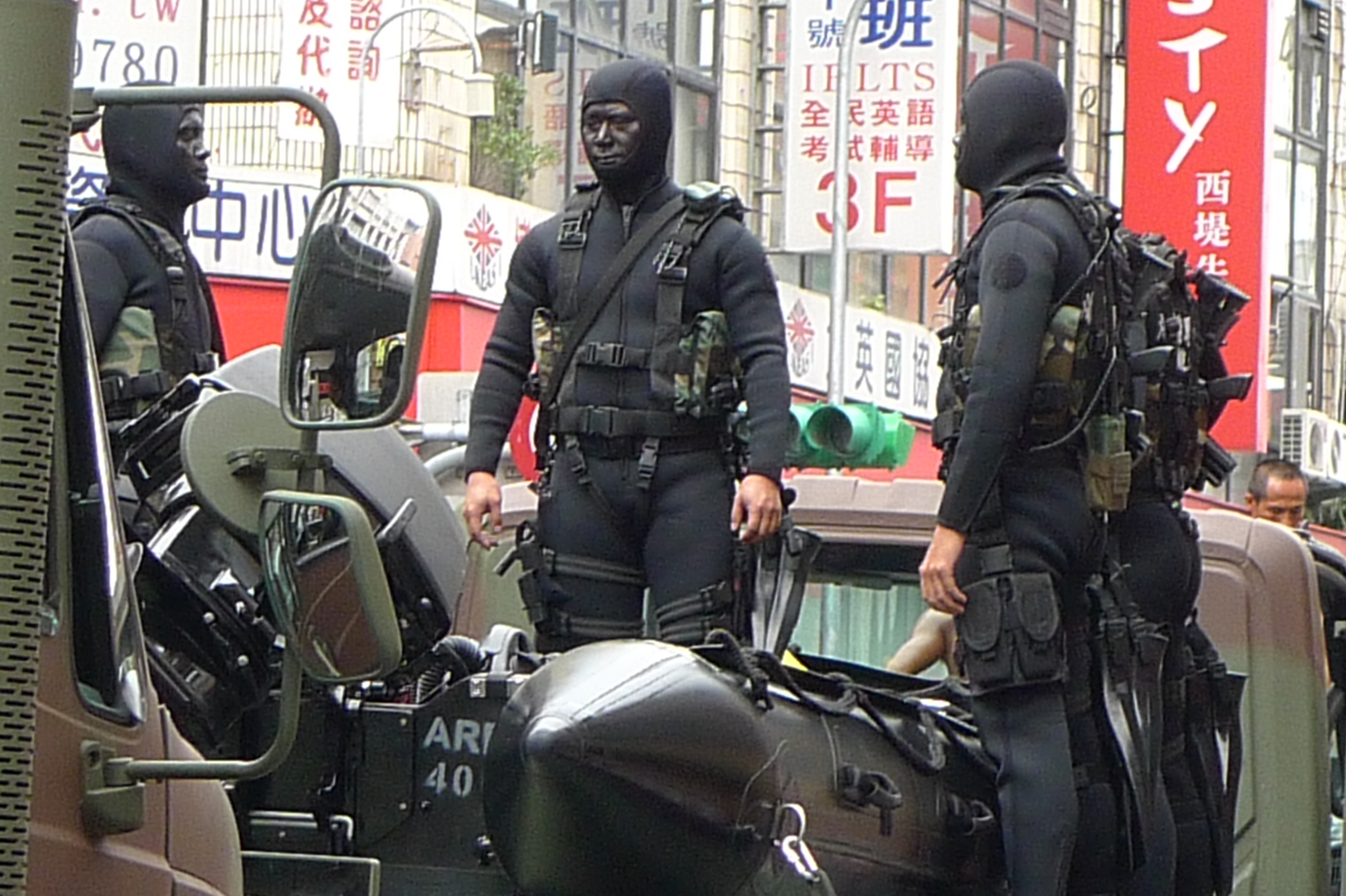
中華民国国軍の特殊部隊である両棲偵捜大隊の隊員（2011年）

第一次世界大戦末期の1918年11月1日、イタリア海軍はフロッグマンを搭乗させた人間魚雷をポーラ港へ侵入させ、オーストリア＝ハンガリー帝国海軍の戦艦フィリブス・ウニティスの艦底に吸着機雷を仕掛けて、撃沈した。
第二次世界大戦においてもイタリア海軍はフロッグマンの活動によりイギリスの戦艦を撃破した（アレクサンドリア港攻撃）。アメリカ海軍は上陸作戦前の事前偵察に活用した。日本海軍は、潜水士が死を覚悟して米軍上陸用舟艇を水中から爆破する特攻戦法「伏龍」の投入を準備していた。
20世紀後半以降は、特殊部隊としてのフロッグマンが求められるようになった。アメリカのNavy SEALs、イギリスの特殊舟艇部隊（SBS）、日本の陸上自衛隊特殊作戦群、海上自衛隊特別警備隊(SBU)など、海軍・海兵隊系を中心に多くの国で特殊部隊がフロッグマン要員を抱えている。水中からの上陸という隠密性は未だに高く、米海軍のバージニア級原子力潜水艦では、フロッグマン用のエアロック・チャンバーも備えている。
韓国や日本の海岸では、北朝鮮製と見られる水中スクーターや半潜水艇が発見されており、現代においてフロッグマンは平時の工作活動や、地域紛争の特殊作戦に投入されている可能性が高い。
上記の事情から、フロッグマン部隊の選抜や訓練、編成、活動、装備は軍事機密とされることが多い。一方で他の特殊部隊と同様に、士気や愛国心の高揚、同盟国・友好国への宣伝、仮想敵国への牽制などを目的として、その精鋭ぶりを敢えて公開することもある。中華民国海軍陸戦隊はフロッグマン（蛙人）任務を担う両棲偵捜大隊の厳しい訓練を日米メディアに公開したことがある。

## 装備
武器
- 水中銃
- ダイビングナイフ(ru)

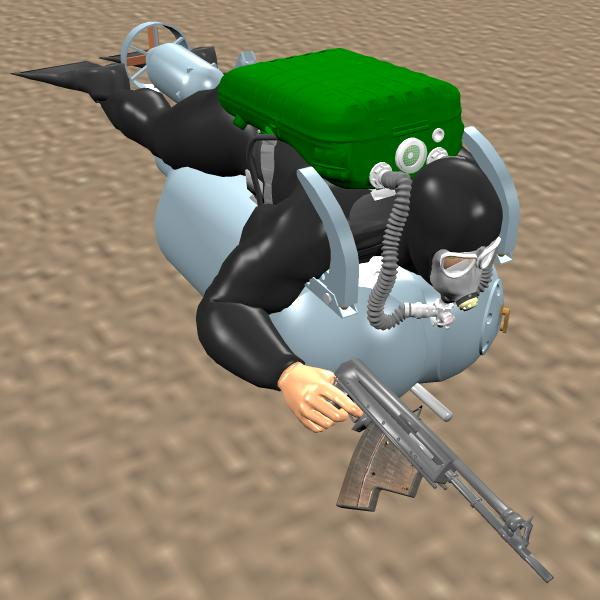
Protei-5水中スクーターに跨りAPS水中銃を装備したロシア軍のフロッグマンのCGイメージ

- 超小型魚雷LCAWのフロッグマン肩撃ち用A202
- リムペットマイン（吸着機雷）
- 爆薬

機材
- リブリーザー - 人間の呼気を再利用できるようにして長時間の潜航を可能にし、排出された泡による発見を難しくする装備。イギリスやアメリカなどでは、冷戦終結までリブリーザーを民間用に販売することはなかった。

乗り物
- 特殊潜航艇
  - SEAL輸送潜水艇
- 人間魚雷
- コンバット・ラバー・レイディング・クラフト

## 対策

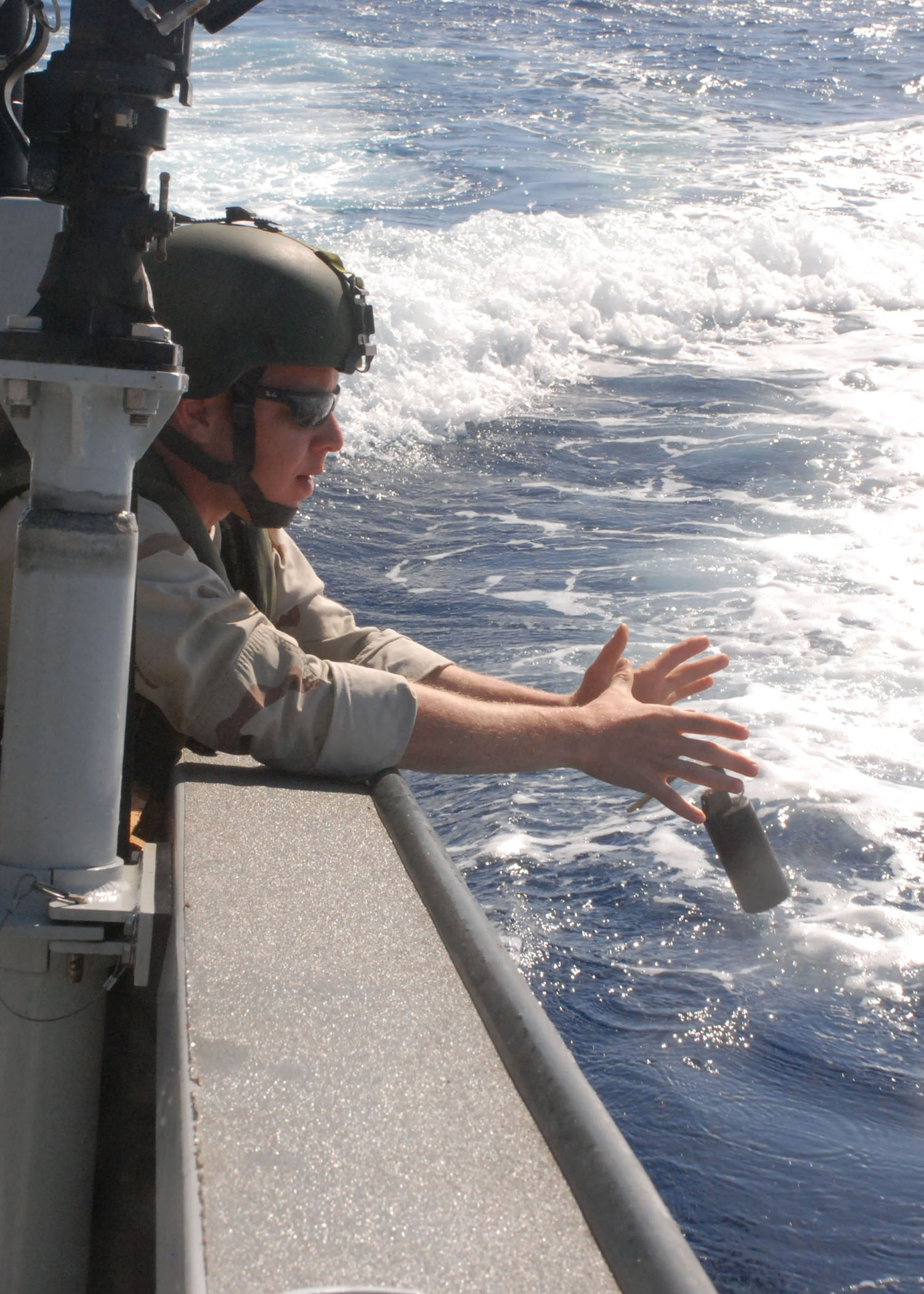
対フロッグマン訓練でMK3手榴弾を投下する米沿岸警備隊の下士官

- ソナー：AN/WQX-2、ケルベロスソナー（英語版）、Underwater Port Security System（英語版）
- 音響兵器 - 音圧と周波数で嫌悪感や痛みを与える[9]。
- グレネード - 爆発力は空気を介すより水の方が密度が高く伝搬しやすいため殺傷範囲が広くなる[10]。
  - MK3手榴弾
  - MRG-1（ロシア語版） - ロシア製対フロッグマン用グレネードランチャー。DP-61（ロシア語：ДП-61 «Дуэль»）という歩兵携帯用グレネードランチャーも開発された。
  - 55mm CS/AR1グレネードランチャー - 中国製対フロッグマン用グレネードランチャー。
- 軍用イルカ

## フロッグマンを主題として、理解を深める作品
- 北海ハイジャック - 1979年のイギリス映画。テログループに占拠された油田基地にフロッグマンチームが乗り込む。
- 潜航電撃隊
- by stealth and sea - ＷＷ２のイタリアのフロッグマンの任務をプレイする一人プレイ用ボードゲーム